# Benjamin Wright (Ingenieur)

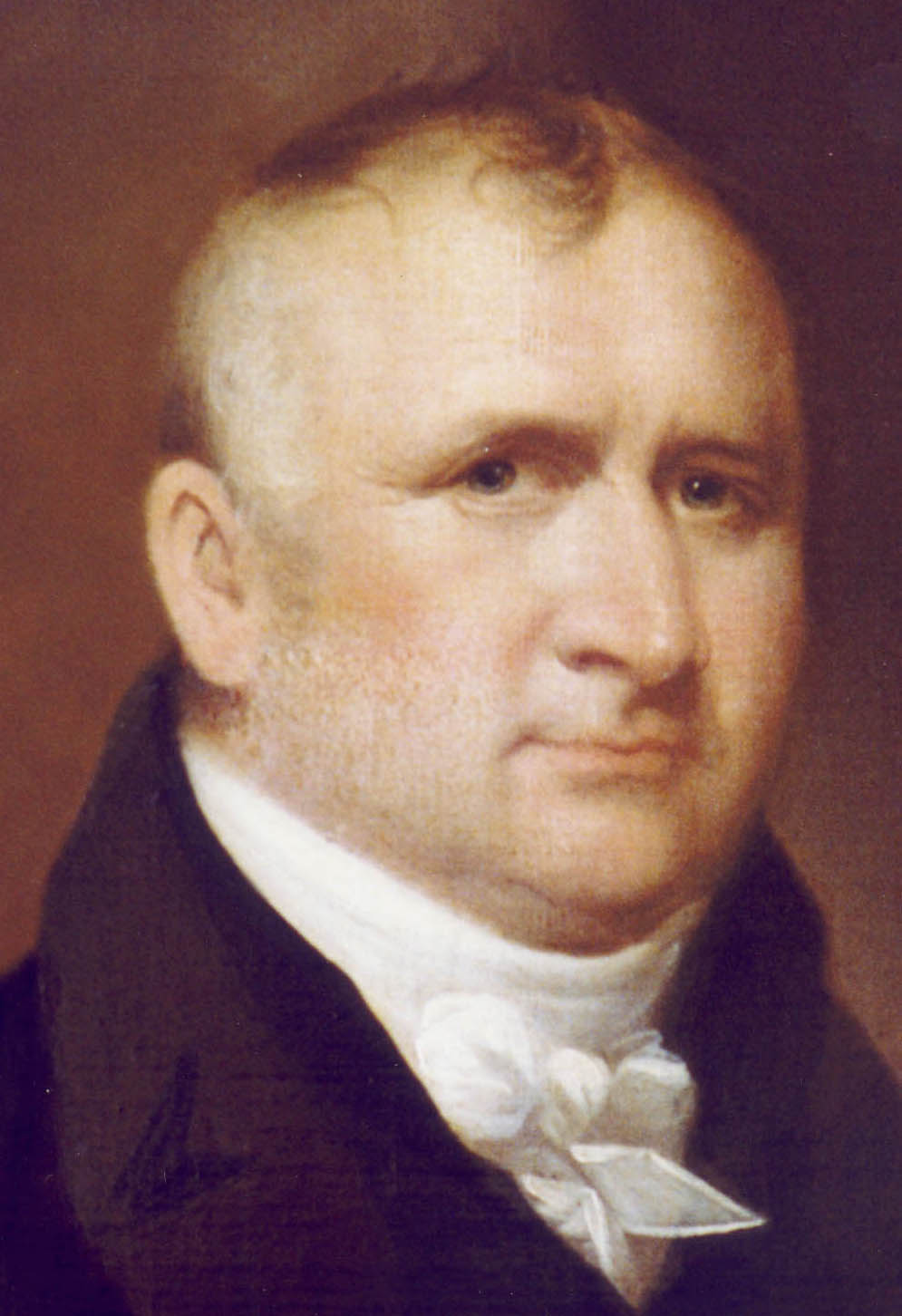
Benjamin Wright

Benjamin Wright (* 10. Oktober 1770 in Wethersfield, Colony of Connecticut; † 24. August 1842) war ein US-amerikanischer Landvermesser und leitender Ingenieur beim Bau des Erie Canal, der als Vater des Bauingenieurwesens in den USA gilt.
Er wird mit James Geddes, John Sullivan, John B. Jervis und einigen anderen  zur Erie Canal Schule des Bauingenieurwesens in den USA gezählt.
Sein Vater war Leutnant in der Armee von George Washington und Wright wuchs bei seinem Onkel auf, der ihn in Landvermessung und Jura unterrichtete. 1789  zog er in die Gegend von Rome (New York) und begann als Landvermesser zu arbeiten in den Oneida und Oswega Counties. Außerdem wurde er in die New Yorker Legislative gewählt und wurde 1794 zum Landrichter ernannt.

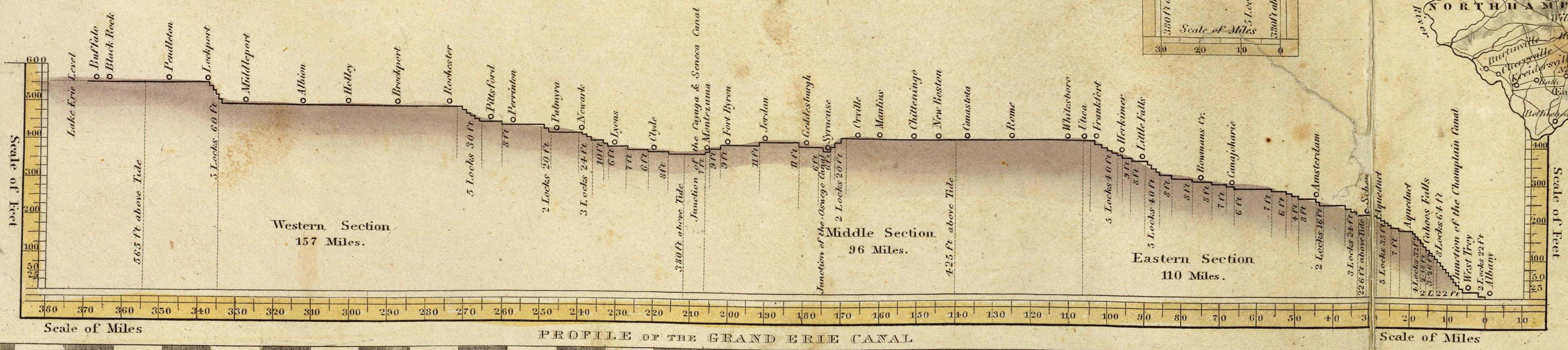
Geländeprofil längs des Erie Kanals 1832

1811 wurde er von der staatlichen New Yorker Kanalkommission mit der Prospektion für den Erie-Kanal beauftragt vom Erie-See zum Hudson River. Bei Baubeginn 1817 war er für die mittlere Sektion zuständig, später wurde er Chefingenieur. 1818 schickte er seinen Assistenten Canvass White nach England um das dortige Kanalsystem zu studieren. Es waren diverse Höhenunterschiede und Flüsse zu überwinden mit einer ganzen Reihe von Schleusen und Aquädukten. Das erste Teilstück wurde 1819 eröffnet und der Kanal insgesamt 1825. Der Kanal trug zur Entwicklung des Hinterlands der Ostküste bei und bewirkte, dass der New Yorker Hafen alle anderen amerikanischen Häfen weit überholte.
1828 bis 1831 war er Chefingenieur des Chesapeake and Ohio Canal. 1833 war er Berater beim St. Lawrence Canal und er war auch ein Jahr Chefingenieur beim Delaware and Hudson Canal, bevor John B. Jervis übernahm, der unter ihm am Erie Canal gearbeitet hatte. Er war an zahlreichen weiteren Projekten beteiligt (sowohl als Landvermesser als auch als Berater), auch an den Anfängen des Baus von Eisenbahnlinien. Er erkundete dafür Trassen in New York, Virginia und sein Sohn  Benjamin Hall Wright (1801–1881) erkundete Eisenbahntrassen auf Kuba.